# Trofeo Gerd Müller
El Trofeo Gerd Müller es un premio otorgado anualmente por la revista francesa France Football durante la gala del Balón de Oro.
Se estableció en 2021, teniendo en cuenta ese año natural (mientras que, a partir de la segunda edición, el premio se basa en el número de goles marcados a lo largo de una temporada).
A partir de la segunda edición en 2022, el premio pasó a llamarse en honor al delantero alemán Gerd Müller, fallecido en agosto de 2021.

## Historial
| Delantero del año  | Delantero del año  | Delantero del año         | Delantero del año | Delantero del año | Delantero del año | Delantero del año |
| Edición            | Jugador            | Club                      | Partidos          | Club              | Selección         | Total de goles    |
| ------------------ | ------------------ | ------------------------- | ----------------- | ----------------- | ----------------- | ----------------- |
| 2021               | Robert Lewandowski | Bayern Múnich             | 59                | 58                | 11                | 69                |
| Trofeo Gerd Müller |                    |                           |                   |                   |                   |                   |
| 2022               | Robert Lewandowski | Bayern Múnich             | 56                | 50                | 7                 | 57                |
| 2023               | Erling Haaland     | Manchester City           | 57                | 52                | 4                 | 56                |
| 2024               | Harry Kane         | Bayern Múnich             | 54                | 44                | 8                 | 52                |
| 2024               | Kylian Mbappé      | Paris Saint-Germain F. C. | 57                | 44                | 8                 | 52                |

## Estadísticas

### Ganadores por país
| País       | Jugadores | Galardones |
| ---------- | --------- | ---------- |
| Polonia    | 1         | 2          |
| Noruega    | 1         | 1          |
| Inglaterra | 1         | 1          |
| Francia    | 1         | 1          |

### Ganadores por club
| Club                      | Jugadores | Ganadores |
| ------------------------- | --------- | --------- |
| Bayern de Múnich          | 2         | 3         |
| Manchester City F. C.     | 1         | 1         |
| Paris Saint-Germain F. C. | 1         | 1         |